# Валентина Димова
Валентина Иванова Димова е български политик от БСП. Народен представител от коалиция „БСП за България“ в XLIX народно събрание.

## Биография
Валентина Димова е родена на 31 март 1973 г. в град Полски Тръмбеш, Народна република България. Придобива магистърска степен по социална психология. Работи като психолог в Центъра за обществена подкрепа в Полски Тръмбеш.

## Политическа дейност
През 2008 г. е избрана за секретар на основната партийна организация на БСП. През 2013 г. става председател на жените социалистки в Полски Тръмбеш.
На парламентарните избори през 2023 г. е кандидат за народен представител от листата на коалиция „БСП за България“, 2-ра във 4 МИР Велико Търново. Избрана е за народен представител, след като водачът на великотърновската листа Кристиан Вигенин предпочита да представлява 31 МИР Ямбол.